# Salvatore Mamo
Salvatore Mamo (Cianciana, 1839 - 1920) fou un sacerdot i poeta en sicilià també conegut com a patri don Turiddu. Membre d'una família nombrosa, va estudiar al seminari de Palerm i el 1862 fou ordenat sacerdot. Va exercir el sacerdoci en el seu poble natal fins a la seva mort. Va escriure poesia en sicilià amb una funció ètica i social forta, en un intent de "ensenyar" a les ovelles de la parròquia amb l'art poètic.
Segons Salvatore Di Marco, la seva és poesia pura que li dona l'ànima popular de Sicília i la seva tradició cultural, però també hi destaca la creativitat espontània del poeta, que ha aconseguit, a través de la faula, participar en un autèntic magisteri de la vida i la humanitat.

## Obres
- Li Cunticeddi di me nanna (1881)
- Li cunticedi di lu vecchiu (1911)
- Poesie sacre (1887)
- Un viaggiu pri lu 'nfernu (a cura d'Eugenio Giannone, 1989)
- Strambotti (a cura d'E. Giannone,1988)
- Lu Vancelu nicu (a cura de Gaspare Conte, 2001)
- Revelabo (a cura de G. Conte,2008).